# 3338 Richter
3338 Richter este un asteroid din centura principală, descoperit pe 28 octombrie 1973, de Freimut Börngen și K. Kirsch.